# UCAM Murcia Club de Baloncesto

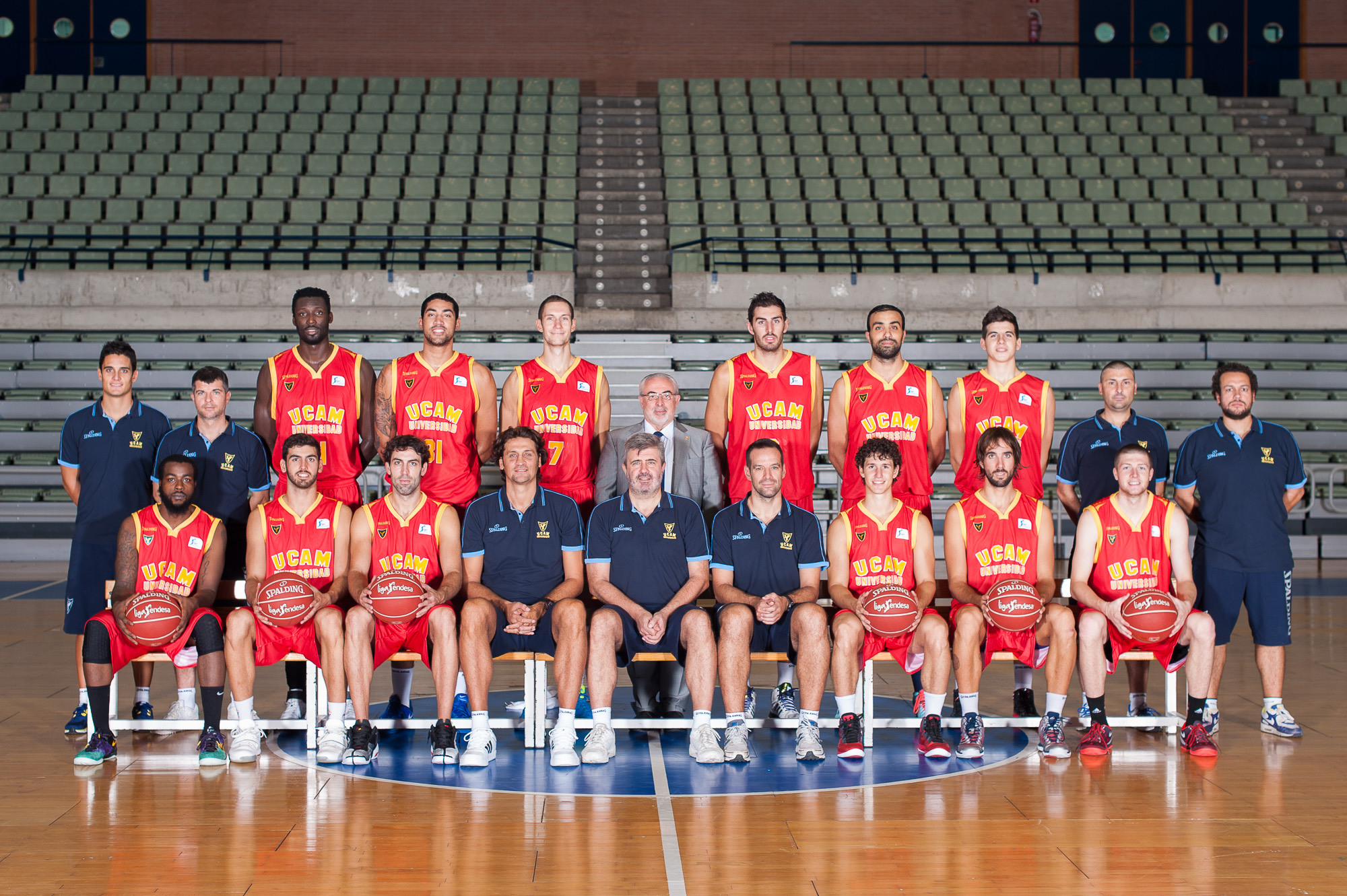
2013-14 roster

El UCAM Murcia Club de Baloncesto, fundado en 1985 como Club Baloncesto Murcia, es un equipo de baloncesto con sede en la ciudad de Murcia, en la Región de Murcia, que compite en la Liga Endesa, la máxima categoría de baloncesto en España. Disputa sus encuentros como local en el Palacio de Deportes de Murcia, con capacidad para 7 454 espectadores.

## Historia

### Los inicios
El equipo nació en 1985 bajo el nombre de Agrupación Deportiva Juver, y en 1991 pasó a llamarse C.B. Juver Murcia. La empresa murciana fue el patrocinador del conjunto hasta la temporada 1992-1993.
El equipo comenzó su andadura en la categoría autonómica y en la temporada 1985-1986 adquirió los derechos federativos del Logos de Madrid para militar en la Primera División B, participando en esta categoría durante cuatro años. En los play-offs finales de la temporada 1989-1990 ascendió a la ACB, después de proclamarse campeón al vencer al Obradoiro. Posteriormente, se demostró que realizó una alineación indebida, falsificando la ficha de Esteban Daniel Pérez Beltrán, y cuya identidad verdadera era Esteban Daniel Pérez Spatazza, internacional argentino. Finalmente, la ACB y la FEB ascendieron al equipo en lo que fue una decisión controvertida para el Obradoiro, equipo con el que no se hizo justicia ascendiéndolo a la ACB hasta el año 2009, tras duras batallas en los juzgados por conseguir lo que era suyo. La plantilla histórica la formaban: Esteban Pérez, Rubén Scolari, Martín de Francisco, Mike Phillips, Emilio Nicolau, Adolfo Fernández, Davalillo, Miki Abarca, Quique Azcón, Ernesto Fernández y José Carlos Fernández.
En esta categoría permaneció siete años consecutivos.

### La etapa CB Murcia
En la etapa correspondiente a 1993-1994, se produjo un cambió en la imagen corporativa del club: el equipo se denominó simplemente C.B. Murcia (no hubo patrocinador), y los colores del uniforme pasaron a ser rojos y se creó el anagrama con el escudo que actualmente sigue vigente y que fue elegido el más vanguardista y original entre todos los equipos ACB en 1994.
En la temporada 1995-1996, el Club organiza la fase final de la Copa del Rey con un notable éxito, alcanzándose las semifinales. El conjunto murciano cayó en esta ocasión por 5 puntos ante el TDK Manresa, que estuvo brillantemente dirigido por Joan Creus y que finalmente se proclamó campeón al vencer al FC Barcelona.

#### CB Murcia Artel, Recreativos Orenes CB Murcia y CB Etosa Murcia
Si en la temporada 1996-1997 el equipo volvió a descender a Liga LEB, no tardaría, sin embargo, en volver a la máxima categoría del baloncesto español, ya que en la temporada siguiente se proclamó campeón de esta Liga. En esta etapa, hubo un cambio de patrocinador y el equipo pasó a llamarse C.B. Murcia Artel.
Durante la temporada 1998-1999 participó en la Liga ACB con un nuevo patrocinador, denominándose Recreativos Orenes C.B. Murcia.
En la temporada 1999-2000 volvió a denominarse C.B. Murcia por no contar con un patrocinador, cambiaría a C.B. Etosa en el 2000-2001 y volvería a cambiar a Etosa Murcia (denominación con la que permaneció las siguientes dos temporadas). En el 2002-2003 el equipo se proclamó campeón de la Liga LEB y consigue de nuevo el ansiado ascenso a ACB.

### La entrada de Polaris World
La temporada 2003-2004, novena del club en la ACB, comenzó con un nuevo patrocinador, Polaris World, y con el objetivo de estabilizar al club en la máxima competición nacional. Tras una temporada nefasta, el club vuelve a descender a Liga LEB. En ella disputaría las dos siguientes temporadas, en las que el club cambió de manos. La empresa murciana Polaris World compró las acciones del club al hasta entonces presidente, Juan Valverde, y se hizo cargo del equipo, siendo el presidente del club Salvador Hernández.
En la temporada 2005-2006, el club consigue la Copa del Príncipe de Asturias de Baloncesto de la liga LEB y el ascenso a la categoría ACB, cerrando por todo lo alto el vigésimo aniversario del nacimiento del Club.
Tras conseguir la permanencia dos años en la máxima categoría, en la temporada 2008-2009 comenzará su tercer año consecutivo y duodécima temporada en ACB con la intención de consolidarse en la categoría, y ya bajo el nombre de Club Baloncesto Murcia tras la salida de Polaris World del club.
El 9 de mayo de 2009 el C.B. Murcia venció al Basket Zaragoza 2002 que descendió a la LEB Oro después de ganar fuera por 59-60. Ambos equipos se jugaban el descenso en un todo o nada que se decidió a favor de los murcianos tras un partido muy igualado y se pudo mantener la categoría tras una temporada muy difícil en el plano económico, después de los últimos hechos acontecidos con la baja de Chris Thomas en el equipo.

### Los Carabante asumen el mando
En julio de 2009 se confirmó la llegada a la presidencia de José Ramón Carabante, empresario que se hará cargo del Club Baloncesto Murcia asesorado por su hombre de confianza, el periodista José Ángel de la Casa.
El 15 de mayo de 2010, tras 4 años en la categoría máxima del baloncesto español, la ACB, el CB Murcia desciende con un balance de 5 victorias y 29 derrotas. Tras conocerse la noticia del descenso a la Liga LEB, el club ficha a Luis Guil como entrenador, sustituyendo a un paupérrimo Edu Torres.
El 15 de abril de 2011 el Club Baloncesto Murcia consigue el quinto ascenso de su historia a la Liga ACB después de haber ganado por 112-111 al Isla de Tenerife Canarias en la prórroga. El cuadro grana, ganó 30 de los 34 partidos que disputó y estableció la plusmarca de encadenar 16 victorias, convirtiéndose en el mejor equipo en la historia de la competición, condición que hasta ahora tenía el Basket Zaragoza 2002, con solo seis derrotas en toda una campaña, en concreto en la 2007/2008.
El 15 de julio de 2011, el Club Baloncesto Murcia consigue un patrocinador principal, la UCAM cuyo nombre vendrá incorporado al nombre del equipo y a la camiseta. Es un acuerdo importante de cara al futuro murciano
En la temporada 2011-12 el equipo comenzó dubitativo con el mal rendimiento de jugadores importantes como Robert Kurz o Jordi Grimau. En diciembre de 2011, el técnico Luis Guil fue cesado. El elegido para conseguir la permanencia fue Oscar Quintana. Además de la baja de Guil, Robert Kurz fue cortado. Llegó Matt Walsh por un par de meses. En enero de 2012, Ime Udoka aterrizó en el equipo además de Curtis Jerrells en el mes de marzo. Tras un gran comienzo de Jerrells, el jugador se lesionó gravemente ante el BluSens:Monbus. Días más tarde, el equipo confirma el fichaje del americano Quincy Douby. El 6 de mayo de 2012 el equipo certificó su permanencia ante el Asefa Estudiantes en el Palacio de los Deportes de Madrid, sumando la victoria número 13 y los quinientos partidos en la Liga ACB. Cabe destacar la gran implicación de la afición murciana durante esta temporada rozando los 6000 espectadores por partido
El 8 de mayo de 2012, el americano James Augustine fue nombrado MVP del mes de mayo. Augustine fue el más valorado de toda la Liga ACB a lo largo de las 34 jornadas de liga con unos números de 18.6 de valoración por partido. Augustine finalizó la Liga siendo el decimocuarto en la tabla de anotadores, con 12,7 puntos por partido; el máximo reboteador, con 8,32 capturas; el segundo tanto en rechaces defensivos, con 5,15, como en ofensivos, con 3,17; el décimo en tapones, con 0,88; el segundo en tiros de dos puntos anotadores, con 5,38; y el cuarto en porcentaje de acierto en tiros de dos, con el 61,41 por ciento.
En la temporada 2012/13, Oscar Quintana se mantiene como entrenador del equipo con el objetivo de lograr la permanencia sin sufrimiento. Llega un jugador consagrado en la ACB, Berni Rodríguez, acompañado de debutantes en la ACB: Matt Gattens, Marcus Lewis, Joe Ragland y Kim Tillie. José Ángel Antelo, MVP Nacional en la LEB Oro 2011/12 refierza el juego interior. La plantilla queda formada por Josep Franch, Joe Ragland, Miki Servera, Andrés Miso, Matt Gattens, Berni Rodríguez, Juan Ignacio Jasen, David Barlow, José Ángel Antelo, Kim Tillie y Marcus Lewis. El equipo logra el objetivo de salvar la categoría de forma holgada tras completar una temporada con 13 victorias y 21 derrotas.

### La época UCAM (Universidad Católica San Antonio de Murcia)
En el verano de 2013, los hermanos Carabante (José Ramón y Luis) terminan su periodo de cuatro años al frente del club que pasa a ser propiedad de la Universidad Católica San Antonio, siendo, por tanto José Luis Mendoza Pérez, presidente de la UCAM, el presidente del club. El 20 de enero de 2014 es destituido Óscar Quintana como entrenador del equipo. Su puesto lo ocupa el que, hasta ese momento, era el segundo entrenador: Marcelo Nicola. El UCAM Murcia consigue salvarse un año más y seguir en la misma categoría.
Tras el paso de Marcelo Nicola, el club decide fichar a un entrenador inexperto como Diego Ocampo procedente del Baloncesto Sevilla. Los principales fichajes para esta temporada fueron Sadiel Rojas, Scott Bamforth, Raulzinho Neto y Carlos Cabezas.
El jugador americano Scott Bamforth provenía del Baloncesto Sevilla, equipo que coincidió con el entrenador Ocampo. 
En la temporada 14-15, el equipo universitario consigue superar el récord de victorias que tenía en el formato actual de la Liga Endesa (14 victorias). Además, conseguía que en las votaciones populares para el #MVPOrange, Augusto Lima, pívot brasileño, fuera el más votado. El júnior Iñaki Coullaut alternó presencia con el primer equipo convirtiéndose en el primer jugador sub-21 convocado por la selección nacional. Un accidente en parapente le impidió progresar a nivel profesional.
A mitad de temporada el club llega a un acuerdo para la renovación del pívot hispano-brasileño Augusto Lima por una temporada más. Tras la lesión de José Ángel Antelo, el club decide fichar a mitad de temporada al internacional fines Gerald Lee procedente de la liga rumana.
El 24 de mayo de 2015, el UCAM Murcia termina la liga regular con un balance histórico de 17 victorias, quedándose a un partido de entrar en los Play Offs de la Liga Endesa
El 13 de junio de 2015, el UCAM Murcia decide no ofrecer la renovación al técnico Diego Ocampo en busca de otros proyectos y aspiraciones. A finales de junio el club anuncia un acuerdo para incorporar a Fotis Katsikaris como nuevo entrenador. Posteriormente los jugadores Scott Wood y Sadiel Rojas renovaron sus contratos para continuar una temporada más. Caso contrario sucedió con Scott Bamforth y Gerald Lee que fueron descartados para continuar en el equipo. A mitad del mes de julio, los Utah Jazz abonaron la cláusula de salida de Raulzinho Neto marchándose así el base hispano-brasileño rumbo a la NBA.
Las caras nuevas para la presenta temporada fueron Facundo Campazzo procedente del Real Madrid, Vítor Alves Benite procedente de la liga brasileña y Serguéi Lischuk procedente del Valencia Basket
El 25 de enero de 2016, el Real Madrid de baloncesto confirma el fichaje del pívot Augusto Lima por tres temporadas. Tras la marcha del jugador hispano-brasileño, el UCAM Murcia se refuerza con la vuelta de Vitor Faverani que ya militó en las filas del club durante varias temporadas. A mitad de temporada con la lesión del pívot brasileño, el club se hace con los servicios de Yanick Moreira, pívot internacional con la selección de Angola.
El 10 de mayo de 2016, el base argentino Facundo Campazzo iguala el récord de asistencias del club en un partido con 15, frente al Movistar Estudiantes.
El 22 de mayo de 2016, el UCAM Murcia consigue su billete para el PlayOff de la liga Endesa tras ganar al Montakit Fuenlabrada en el Fernando Martin consiguiendo el mejor balance de su historia (18-16). Además, consigue la mejor racha de victorias seguidas de forma histórica (5 victorias), séptimo puesto y average positivo.
Fotis Katsikaris fue nombrado entrenador del mes gracias al balance de 5 victorias y 0 derrotas.
El 27 de mayo de 2016, el UCAM Murcia debuta en el PlayOff de la Liga Endesa contra el Real Madrid de Augusto Lima. El primer partido de la eliminatoria lo ganó el Real Madrid sufriendo hasta el último segundo (107-103). En la vuelta a Murcia, el equipo murciano consiguió doblegar al cuadro de la capital y forzar un tercer partido (91-87). Finalmente el último partido de la eliminatoria en Madrid, el conjunto madrileño consiguió la victoria por 93-72 clasificándose para la siguiente fase y eliminando a un UCAM Murcia histórico de la Liga Endesa.
Cabe destacar que el UCAM Murcia fue el equipo que más apuros puso al Real Madrid. que posteriormente fue el campeón de la Liga Endesa 2016.
En el verano de 2016, se consigue la renovación del capitán José Ángel Antelo por tres temporadas. Fotis Katsikaris abandonó la nave murciana para recalar en el Lokomotiv Kuban de la Eurocup. En su lugar llega Oscar Quintana antiguo entrenador del UCAM Murcia. Para confeccionar la nueva plantilla el club da de baja a Carlos Cabezas, Thomas Kelati, Serguéi Lischuk, Alberto Martin y Scott Wood. En su lugar llegaron Pedro Llompart, Martynas Pocius, Marcos Delía, Ovie Soko y Billy Baron respectivamente. Para esta temporada se compite en Liga Endesa y Eurocup.
El 12 de octubre de 2016 debutan en la Eurocup con victoria frente al  Buducnost Voli Podgorica por 86-79, compartiendo grupo con el Zenit San Petersburgo, Bayern Múnich y Unicaja Málaga. El equipo murciano obtuvo el 16 de noviembre de 2016 el pasaporte para el TOP16 de la Eurocup tras vencer al equipo montenegrino en tierras balcánicas. 
El 17 de enero de 2017 el pívot hispano-brasileño Vitor Faverani abandona el equipo murciano para recalar en el FC Barcelona en una operación en la que el equipo murciano recibió como compensación 250.000 euros. En su lugar, el UCAM Murcia se hizo con los servicios del pívot Kevin Tumba.
El 23 de enero de 2017, el entrenador Oscar Quintana es destituido por sus malos resultados en la Liga Endesa con un balance de 5 victorias y 12 derrotas. Este hecho provoca la vuelta del entrenador Fotis Katsikaris que se encontraba sin equipo tras su mala experiencia en el Lokomotiv Kuban.
Finalmente en competiciones europeas, el UCAM Murcia no consiguió pasar del TOP16 y fue eliminado. A mitad de marzo el equipo se hace con los servicios de Daniel Clark pívot de procedencia británica y conocedor de la liga Endesa por su estancia en varios equipos como Estudiantes, Baskonia o Andorra.
A falta de dos jornadas para el final de temporada se eliminan las opciones matemáticas de pelear por los Play Offs. Finalmente, en la última jornada el UCAM Murcia consigue vencer al Valencia Basket en la Fonteta para sellar el noveno puesto y el pase de nuevo a jugar en Europa.
Tras quedar en novena posición, el UCAM Murcia tenía la invitación de la Eurocup y de la Basketball Champions League para disputar competición europea, decantándose por esta última. El 28 de junio de 2017, el entrenador del UCAM Murcia, Fotis Katsikaris anuncia su marcha al Hapoel Jerusalem B.C. de Israel
Su sustituto en la temporada 17/18 fue el entrenador vitoriano Ibon Navarro.
Para esta campaña el UCAM Murcia incorporó a jugadores como Clevin Hannah, Brad Oleson o Charlon Kloof. Estos fichajes junto a la continuidad de jugadores como Ovie Soko,  Vitor Alves Benite o Sadiel Rojas fueron claves en una temporada histórica para el club murciano. En la primera vuelta de la liga, se consigue acabar en puestos de Copa del Rey (octava posición) pero no se disputó porque el anfitrión (Gran Canaria) estaba fuera del Top8. En la Basketball Champions League, el equipo consigue clasificarse para la Final Four de Atenas. En semifinales no se pudo vencer al anfitrión y la postre campeón, el AEK Atenas, pero en el partido por el tercer y cuarto puesto, el UCAM venció al MHP Riesen Ludwigsburg alemán por 85-74, consiguiendo así la medalla de bronce en la primera participación del equipo en esta competición. 
Tras la salida de Ibón Navarro, el club ficha a Javier Juárez Crespo como entrenador para la temporada 18/19, siendo destituido este a mitad de temporada por los malos resultados en liga, llegando como sustituto Sito Alonso. El equipo logra salvarse tras una buena racha final de victorias. 
La siguiente temporada (19/20) se vio interrumpida por la pandemia del COVID-19. 
En la 20/21, el equipo comandado por Sito Alonso y bajo la dirección de Conner Frankamp está a punto de clasificarse para la Copa del Rey realizando una buena temporada. 
Finalmente, es en la campaña 21/22 donde se consigue la clasificación histórica para la Copa del Rey de Granada de 2022, primera por méritos deportivos, siendo la sensación del torneo al batir en cuartos de final a Valencia Basket y cayendo derrotado en semifinales por el FC Barcelona en un intenso partido decidido en los últimos minutos. Algunos jugadores que destacaron en ella fueron: Isaiah Taylor, James Webb III, Thad McFadden, Augusto Lima, Nemanja Radović,Tomás Bellas o Emanuel Cate
En la temporada 22/23, hombres claves de la temporada pasada como Isaiah Taylor o James Webb III dan el salto a la Euroliga dejando el club murciano, al igual que Augusto Lima destino Málaga. El equipo hace una campaña un tanto irregular en liga, mientras que en Basketball Champions League el conjunto murciano fue más solvente llegando hasta los cuartos de final. Centrados únicamente en la liga y con el fichaje de Chris Chiozza, el equipo acaba con siete victorias en los últimos diez partidos de liga, acabando en novena posición, a una sola victoria del Playoff y obteniendo billete europeo para la campaña siguiente.   
El 18 de enero de 2023 tuvo lugar el fallecimiento del presidente del equipo José Luis Mendoza Pérez. Con él en los mandos, el equipo consiguió sus mayores logros deportivos (Playoff, bronce en Champions, Copa del Rey entre otros) además de una estabilidad bastante notoria. El 29 de enero, en los prolegómenos del partido frente al Baskonia, se le hizo un bonito y emotivo homenaje, acorde a la figura que representa para la familia del deporte de la Región de Murcia y España. 
El 6 de junio de 2024 vence al Unicaja por 70-79 en el 5º partido logrando de esta forma meterse por primera vez en su historia a una final de la Liga ACB, siendo a su vez el 1º equipo que se mete en la gran final sin ganar ni un solo partido de playoff en casa y  el primer 5º clasificado de la liga regular que llega a la final.
Entre el 8 y el 12 de junio de 2024, UCAM Murcia disputa la final de los play off por el título de liga contra el Real Madrid al mejor de 5 partidos, disputándose los dos primeros partidos en Madrid, donde caería UCAM Murcia como visitante, por 84-76, en el primer partido, y por 79-63 en el segunda partido, y como local en el palacio de los deportes de Murcia, perdiendo el tercer y último partido de los play off por 73-84, proclamándose subcampeón de liga 2023-2024, siendo campeón el Real Madrid. Un hito reconocido a nivel nacional por el esfuerzo de llegar a una final de liga y plantándole cara al Real Madrid, a pesar de tener las importantes bajas por lesión de sus 2 pívots titulares de liga, Simon Birgander y Marko Todorovic, precisamente los dos únicos jugadores que fueron MVP en alguna de las jornadas de la temporada 2023-2024, (Simon Birgander en la jornada 3, y Marco Todorovic en la jornada 22).

## Historial
| Temporada | Categoría      | Nivel | Puesto | Balance | Playoff de Liga                 | Copa del Rey | Supercopa de España |
| 1985-1986 | 3ª División    | 4     | 2.º    | -       |                                 |              |                     |
| 1986-1987 | 1.ª División B | 2     | 20.º   | 7-15    | Dieciseisavos                   |              |                     |
| 1987-1988 | 1.ª División B | 2     | 14.º   | 24-16   | Dieciseisavos                   |              |                     |
| 1988-1989 | 1.ª División B | 2     | 6.º    | 19-11   | Cuartos                         |              |                     |
| 1989-1990 | 1.ª División B | 2     | 1.º    | 22-8    |                                 |              |                     |
| 1990-1991 | ACB            | 1     | 17.º   | 15-19   |                                 |              |                     |
| 1991-1992 | ACB            | 1     | 18.º   | 16-18   | Octavos                         |              |                     |
| 1992-1993 | ACB            | 1     | 22.º   | 7-24    |                                 |              |                     |
| 1993-1994 | ACB            | 1     | 18.º   | 8-20    |                                 |              |                     |
| 1994-1995 | ACB            | 1     | 12º    | 18-20   |                                 |              |                     |
| 1995-1996 | ACB            | 1     | 15.º   | 15-23   |                                 | Semifinal    |                     |
| 1996-1997 | ACB            | 1     | 17º    | 5-29    |                                 |              |                     |
| 1997-1998 | LEB            | 2     | 1.º    | 18-6    | CAMPEÓN                         | Semifinal    |                     |
| 1998-1999 | ACB            | 1     | 18.º   | 4-30    |                                 |              |                     |
| 1999-2000 | LEB            | 2     | 7.º    | 16-14   | Cuartos                         |              |                     |
| 2000-2001 | LEB            | 2     | 9.º    | 15-15   |                                 |              |                     |
| 2001-2002 | LEB            | 2     | 8.º    | 14-16   | Cuartos                         |              |                     |
| 2002-2003 | LEB            | 2     | 2.º    | 20-10   | CAMPEÓN                         |              |                     |
| 2003-2004 | ACB            | 1     | 18.º   | 7-27    |                                 |              |                     |
| 2004-2005 | LEB            | 2     | 5.º    | 20-14   | Cuartos                         |              |                     |
| 2005-2006 | LEB            | 2     | 3.º    | 22-12   | Subcampeón                      | CAMPEÓN      |                     |
| 2006-2007 | ACB            | 1     | 14.º   | 13-21   |                                 |              |                     |
| 2007-2008 | ACB            | 1     | 12.º   | 13-21   |                                 |              |                     |
| 2008-2009 | ACB            | 1     | 15.º   | 9-23    |                                 |              |                     |
| 2009-2010 | ACB            | 1     | 18.º   | 5-29    |                                 |              |                     |
| 2010-2011 | LEB Oro        | 2     | 1.º    | 30-4    | CAMPEÓN                         | Subcampeón   |                     |
| 2011-2012 | ACB            | 1     | 15.º   | 13-21   |                                 |              |                     |
| 2012-2013 | ACB            | 1     | 13.º   | 13-21   |                                 |              |                     |
| 2013-2014 | ACB            | 1     | 13.º   | 12-22   |                                 |              |                     |
| 2014-2015 | ACB            | 1     | 10.º   | 17-17   |                                 |              |                     |
| 2015-2016 | ACB            | 1     | 7.º    | 18-16   | Cuartos                         |              |                     |
| 2016-2017 | ACB            | 1     | 9.º    | 14-18   |                                 |              |                     |
| 2017-2018 | ACB            | 1     | 10.º   | 17-17   |                                 |              |                     |
| 2018-2019 | ACB            | 1     | 14.º   | 12-22   |                                 |              |                     |
| 2019-2020 | ACB            | 1     | 16.º   | 7-15    | liga sin finalizar por COVID-19 |              |                     |
| 2020-2021 | ACB            | 1     | 12.º   | 16-20   |                                 |              |                     |
| 2021-2022 | ACB            | 1     | 10.º   | 16-18   |                                 | Semifinal    |                     |
| 2022-2023 | ACB            | 1     | 9.º    | 16-18   |                                 |              |                     |
| 2023-2024 | ACB            | 1     | 2º     | 26-19   | Subcampeón                      | Cuartos      | Semifinal           |
| 2024-2025 | ACB            | 1     | 9º     | 17-17   |                                 |              | Semifinal           |

- Temporadas en ACB: 27

- Temporadas en LEB ORO: 12

| Leyenda      |
| 1.º- ACB     |
| 2.º- LEB ORO |

## Participación en competiciones europeas
- 2016-2017: Eurocup : TOP 16.
- 2017-2018: Basketball Champions League: Final Four. 3.º Puesto. Medalla de Bronce
- 2018-2019: Basketball Champions League: Octavos de final.
- 2022-2023: Basketball Champions League: Cuartos de final.
- 2023-2024: Basketball Champions League: Final Four. 3.º Puesto. Medalla de Bronce
- 2024-2025: Basketball Champions League: Octavos de final.

## Palmarés
| Competición nacional | Competición nacional | Títulos                   | Subcampeonatos | Tercer puesto    |
| -------------------- | -------------------- | ------------------------- | -------------- | ---------------- |
| Liga ACB (0/1)       | Liga ACB (0/1)       |                           | 2023-24        |                  |
| Liga LEB Oro (3/1)   | Liga LEB Oro (3/1)   | 1997-98, 2002-03, 2010-11 | 2005-06        |                  |
| Copa del Rey (0/0)   | Copa del Rey (0/0)   |                           |                | 1995–96, 2021–22 |
| Copa Princesa (1/1)  | Copa Princesa (1/1)  | 2006                      | 2011           |                  |

| Competición internacional         | Títulos | Subcampeonatos | Tercer puesto    |
| --------------------------------- | ------- | -------------- | ---------------- |
| Eurocup (0/0)                     |         |                |                  |
| Basketball Champions League (0/0) |         |                | 2017-18, 2023-24 |

## Jugadores

### Plantilla Actual
Cuerpo técnico
- Médico: 
  -  Juan José Martínez Navarro
- Fisioterapeuta:
  -  Rogelio Diz Pérez
- Director General:
  -  Alejandro Gómez
- Director Comercial y Marketing:
  -  José Miguel Garrido
- Director de Comunicación: 
  -  Felipe Meseguer Mínguez

## Palacio de Deportes de Murcia
La cancha principal del Palacio de Deportes, es el escenario de juego del C.B. Murcia, tiene capacidad para 7500 espectadores.
Este pabellón tiene cuatro gradas, cada una atendiendo a la orientación respecto de los puntos cardinales. 
La que se corresponde con la entrada principal es la grada sur, en la que también está situado el palco para personalidades y autoridades.
Los graderíos se disponen formando tres alturas: la zona a pie de pista, la zona media (a la misma altura del palco) y la zona alta, a la que se accede por el último piso del edificio.

## Entrenadores del Club Baloncesto Murcia en la Liga ACB
Todos los entrenadores del CB Murcia en la ACB:
- Felipe Coello (1990/1991, 1991/1992, 1998/1999 y 2003/2004), 31 victorias en 88 partidos (35%)
- Moncho Monsalve (1990/1991 y 1992/1993), 5 victorias en 15 partidos (33%)
- Fernando Sánchez Luengo (1991/1992), 4 victorias en 9 partidos (44% de triunfos)
- Clifford Luyk (1991/1992), 2 victorias en 6 partidos (33%)
- Iñaki Iriarte (1992/1993), 4 victorias en 20 partidos (20%)
- José María Oleart (1993/1997), 41 victorias en 115 partidos (35%)
- Ricardo Hevia (1996/1997), 2 victorias en 14 partidos (14%)
- Alberto Sanz (1996/1997), 2 victorias en 5 partidos (40%)
- Manolo Flores (1998/1999), 3 victorias en 21 partidos (14%)
- Miguel Ángel Martín Fernández (2003/2004), 1 victoria en 11 partidos (9%)
- Manolo Hussein (2006/2007, 2007/2008 y 2008/2009), 35 victorias en 100 partidos (35%)
- Moncho Fernández (2009/2010), 2 victorias en 11 partidos (18%)
- Edu Torres (2009/2010), 3 victorias en 20 partidos (15%)
- Luis Guil (2011/2012), 4 victorias en 18 partidos (22%)
- Oscar Quintana (2012/2014 y 2016/2017), 32 victorias en 83 partidos (38%)
- Marcelo Nicola (2014), 12 victorias en 34 partidos (35%)
- Diego Ocampo (2014/2015), 17 victorias en 34 partidos (50%)
- Fotis Katsikaris (2015/2016 y 2017), 28 victorias en 52 partidos (54%) / Playoffs
- Ibon Navarro (2017/2018)
- Javier Juárez Crespo[5] (2018/2019)
- Sito Alonso (2019/Actualidad)